# Zbór Kościoła Adwentystów Dnia Siódmego w Krakowie
Zbór Kościoła Adwentystów Dnia Siódmego w Krakowie – jeden z trzech zborów adwentystycznych w Krakowie (obok nowohuckiego i międzynarodowego), należący do okręgu wschodniego diecezji południowej Kościoła Adwentystów Dnia Siódmego w RP.

## Historia

### Początki adwentyzmu w Krakowie
Na początku XX wieku rejon Krakowa został objęty działalnością misyjną Kościoła Adwentystów Dnia Siódmego, której przewodniczył Ludwig Mathe. Pierwszą misjonarką przybyłą do miasta w 1910 była Luiza Roulin z Cieszyna, prowadząca tu działalność ewangelizacyjną do 1911. Następnie przeniosła się ona do Bielska i Białej Krakowskiej. W wyniku misji powstała tu niewielka grupa, spotykająca się od 1913 w prywatnych mieszkaniach, zlokalizowanych ul. Lubicz i Szlak.
Samodzielny zbór w Krakowie został powołany w 1920 i początkowo skupiał 9 ochrzczonych członków, a także kilkoro sympatyków oraz dzieci. Jednostka weszła w skład Polsko-Śląskiego Zjednoczenia Kościoła Adwentystów Dnia Siódmego. Stanowisko kierowniczki zboru pełniła Maria Dziwińska, a w jej mieszkaniu przy ul. Hugona Kołłątaja 13 jeden z pokoi został przystosowany do prowadzenia odbywających się tam od 1920 spotkań wspólnoty.
Początkiem 1920 u Marii Dziwińskiej zamieszkał ewangelista Jan Żurek, przybyły tutaj z terenu Moraw i zajmujący się dystrybucją literatury religijnej. Za swoją działalność został aresztowany i umieszczony w Więzieniu Montelupich, a po uwolnieniu zmuszony był do wyjazdu z miasta. Następnie rozpowszechnianiem publikacji zajęła się Janina Rusz, również przybyła do Krakowa z Moraw, jednak wobec pozostawania lokalu Dziwińskiej pod obserwacją policyjną, zamieszkała ona u Wiktorii Koźbiał, skąd wkrótce się przeprowadziła, pozostawiając w mieszkaniu siostry Koźbiał literaturę do dystrybucji. Janina Rusz prowadziła w dalszym ciągu działalność kolporterską na terenie miasta, a następnie powróciła do Czechosłowacji.
W 1922 stanowisko nowej kierowniczki zboru objęła Wiktoria Koźbiał. W mieszkaniu zajmowanym przez nią wraz z mężem, niebędącym adwentystą, położonym przy ul. Piaski (współcześnie ul. Przy Rondzie) w latach 1921–1922 równolegle do zgromadzeń w mieszkaniu Dziwińskiej odbywały się nabożeństwa i inne spotkania. Małżonek wspierał ją oraz zbór, zakupił także fisharmonię dla dotychczas pozbawionej instrumentu wspólnoty.

### Rozwój zboru
W 1922 Kościół Adwentystów Dnia Siódmego uzyskał w Polsce status „sekty tolerowanej”. W tym roku nowym miejscem sprawowania nabożeństw stała się kaplica powstała w wyniku adaptacji jednego z pokoi w mieszkaniu pastora zboru Jana Zastawnego przy ul. Bosackiej 33. Wobec niemożności rejestracji Kościoła Adwentystów Dnia Siódmego na mocy odrębnej ustawy, spotkania odbywały się podstawie prawa o zgromadzeniach. Ich uczestnicy zmuszeni byli do wpisywania się na listę obecności, a w nabożeństwach nie mogły brać udziału dzieci w wieku poniżej 14 lat. Zakaz ten nie był jednak przez zbór respektowany i w czasie kontroli policyjnych prowadzonych z inicjatywy duchownych rzymskokatolickich dzieci były ukrywane, a w wypadku ich znalezienia przez policję zbór płacił grzywny. Członkowie zboru spotykali się z sytuacjami, kiedy okna kaplicy były obrzucane kamieniami, przez krzyki zgromadzonych pod kamienicą zakłócany był przebieg nabożeństw, a po opuszczeniu budynku przez wiernych po zakończeniu nabożeństw byli oni opluwani i wyzywani. Pomimo tych incydentów, działalność zboru rozwijała się, a przez jego członków prowadzona była działalność ewangelizacyjna, również w innych miejscowościach, jak Lipnica Murowana, Olchawa, czy Kalwaria Zebrzydowska, gdzie pozyskano nowych wiernych. W 1926 do zboru należało 18 ochrzczonych osób oraz liczne grono sympatyków
W okresie do 1927 na stanowisku pracowników biblijnych służbę pełnili Andrzej Maszczak i Stefan Kapusta, kaznodzieją pozostawał Jan Zastawny, natomiast działalność kolporterską prowadzili K. Dyduła, Jan Majoch, Franciszek Kruk, Michał Duras i J. Bathelt.
W 1927 duchowny zboru Jan Zastawny prowadził pogrzeb w Koszarawie w powiecie żywieckim, w czasie trwania którego został wraz z towarzyszącym mu Janem Gomolą napadnięty przez zamieszkałych w tej wsi fanatyków religijnych i silnie pobity. W wyniku powstałego w ten sposób ciężkiego uszczerbku na zdrowiu zmarł w niedługim czasie po tym wydarzeniu. Stanowiska kolejnych pastorów w zborze pełnili następnie: Karol Rudziński, Wilhelm Czembor, Józef Zieliński, Ignacy Tischler i Franciszek Stekla. Kolporterami pozostawali Andrzej Duława, Stanisław Kwiecień, Rudolf Zapała, J. Kurzawa i K. Brzezula.
W wyniku chrztów przeprowadzonych przez Stanisława Kwietnia w Trojanowicach, liczba ochrzczonych w zborze wyniosła 55 osób, z których 10 powołało w późniejszym czasie nowy zbór w Zabierzowie.
W 1929 miał miejsce chrzest Franciszka Cybury, który od 1932 zaczął pełnić stanowisko starszego zboru, sprawując je do 1944.
Wobec osiągnięcia przez zbór liczby 70 ochrzczonych członków, kaplica przy ul. Bosackiej stała się zbyt mała na jego potrzeby i rozpoczęto poszukiwanie nowej siedziby. Ostatecznie w 1933 wynajęty został lokal przy ul. Kazimierza Wielkiego 17 (współcześnie nr 53), który przekształcono na nową kaplicę. Wobec nacisku czynionego przez kościół rzymskokatolicki, utrudnione było rozpowszechnianie literatury adwentystycznej, zbór zagrożony był także utratą lokalu na spotkania.
W 1931 sympatykiem adwentyzmu został Wojciech Sędzik, student Akademii Sztuk Pięknych w Krakowie i praktykant w zakładzie stolarkim wytwarzającym figury świętych i inne wyroby sakralne. Po zapoznaniu się z doktryną adwentystyczną ograniczył on pracę w warsztacie i zajął się dystrybucją literatury religijnej, początkowo na obszarze miasta, a następnie w Bieżanowie oraz w Wieliczce.
W 1934 Kraków stał się siedzibą Zjednoczenia Południowego Kościoła Adwentystów Dnia Siódmego, jednostki organizacyjnej kościoła obejmującej południową część Polski. W mieście zamieszkał wówczas pastor Jan Gomola, pełniący stanowisko przewodniczącego Zjednoczenia oraz pastor Emil Niedoba.
Według stanu na 1936 zbór liczył około 80 ochrzczonych wiernych, nad którymi opiekę duszpasterską sprawował Oskar Niedoba, któremu towarzyszyli Franciszek Cybura i Paweł Król. Zbór wspierał w działalności ewangelizacyjnej mniejsze liczebnie wspólnoty powstałe w Balinie, Husowie, Kalwarii Zebrzydowskiej, Kwaczale, Markowej, Olchawie, Tarnowie i Zakopanem.
W wyniku wpływu miejscowych katolików, w 1939 wynajem kaplicy przy ul. Kazimierza Wielkiego został wymówiony. W chwili tej do zboru należało ponad 80 ochrzczonych. Kolejną siedzibą wspólnoty stały się wówczas pomieszczenia w kamienicy Gostkowskich przy ul. Brackiej 5/16, wynajęte od kobiety wyznającej judaizm.

### Okres od II wojny światowej
Podczas II wojny światowej nabożeństwa odbywały się jak dotychczas, prowadzono również chrzty oraz zjazdy adwentystyczne. W 1942 Oskar Niedoba wyjechał, wobec czego opiekę nad zborem objął Franciszek Cybura. W 1944 funkcję starszego zboru objął Wojciech Sędzik, sprawując ją do 1946, kiedy objął posadę w zborze w Opolu, a starszym zboru w Krakowie został wówczas Michał Duras, a po nim Józef Rosiecki.
12 sierpnia 1946 Kościół Adwentystów Dnia Siódmego dokonał zakupu kamienicy przy ul. Lubelskiej 25, mieszczącej w okresie okupacji Arbeitsamt, a wcześniej mieszkania na wynajem. Następnie w budynku powstał kościół dla zboru. Ponadto poza pełnieniem funkcji siedziby zboru krakowskiego, budynek stał się także siedzibą władz centralnych Kościoła Adwentystów Dnia Siódmego w Polsce oraz pierwszej powojennej Rady Kościoła, której przewodniczącym został pastor Jan Kulak. W 1946 w gmachu tym wznowiono również działalność Wydawnictwa „Znaki Czasu”, które do 1950 publikowało tutaj czasopisma „Znaki Czasu” oraz „Sługa Zboru”. W 1947 w obiekcie doszło również do reaktywacji Seminarium Duchownego Kościoła Adwentystów Dnia Siódmego, które następnie funkcjonowało w tej lokalizacji do 1949, kiedy zostało przeniesione do Podkowy Leśnej. Pozostałe dotychczasowe mieszkania w kamienicy zostały zasiedlone przez duchownych wraz z rodzinami, jak również członków zboru.
Początkiem lat 50. XX wieku przy zborze została założona orkiestra dęta, której kierownikiem został Mirosław Wawrzonek, prowadzący tu również chór. Następnie stanowisko dyrektora chóru pełnił Alojzy Orawiec, a po nim objęła je krótkotrwale Maria Sura.
W 1965 powstał tu młodzieżowy zespół instrumentalny, którego członkowie grali na mandolinach, akordeonie, skrzypcach i gitarze. Zespół ten funkcjonował przez krótki okres.
Kolejnym kierownikiem chóru został Andrzej Górski, pełniący jednocześnie funkcję skarbnika diecezjalnego. W 1968 chór skupiał 26 członków. W 1969 założony został chór diecezjalny z orkiestrą, w którego działalność zaangażowana była licznie młodzież z krakowskiego zboru. Chór diecezjalny występował m.in. podczas Walnego Ogólnopolskiego Zjazdu w Warszawie.
W latach 70. XX wieku kierownictwo nad chórem zborowym pełnili Andrzej Górski i Janusz Baron, a następnie stanowisko to objął Michał Sędzik. W okresie tym przy zborze powstały kolejne zespoły muzyczne, takie jak „Dźwięk Adwentu” i „Salem”. Doprowadziło to do spadku zaangażowania w działalność chóru. Jednocześnie w dotychczas amatorskim chórze pojawiły się wówczas osoby posiadające wykształcenie muzyczne. Zajmował się on uświetnianiem sobotnich nabożeństw, jak również wykładów ewangelizacyjnych mających miejsce w niedziele. Występował podczas zjazdów i uroczystych nabożeństw, brał także udział w Przeglądach Pieśni Religijnej w Hotelu Pod Orłem w Bielsku-Białej. W 1980 jego kierownikiem została Barbara Markowska, a stanowisko dyrygenta zaczął pełnić Bogdan Olma. W latach 80. i 90. XX wieku chór kontynuował występy podczas różnych wydarzeń i uroczystości na terenie kraju. W końcu lat 90. XX jego działalność została zawieszona na rzecz rozwoju mniejszych zespołów muzycznych.
W 1983 dzięki prowadzonej w Krakowie działalności ewangelizacyjnej, z adwentyzmem została zapoznana Donata Dąbrowska, która następnie związała się ze zborem i 13 czerwca 1984 przyjęła chrzest. Angażowała się w pracę wydawniczo-dziennikarską prowadzoną przez wspólnotę, pozostając redaktorką wydawanego od 1994 zborowego czasopisma „Sygnały Krakowskie” i autorką publikowanych w nim tekstów, zasiadała również w radzie zboru.
Chór został przywrócony w 1998, a jego kierowniczkami zostały Barbara Markowska i Elżbiety Ustupska. Występował podczas nabożeństw, uroczystości, spotkań tematycznych i zjazdów, działając do 2019.
W 2020 pomieszczenia w kamienicy pełniącej siedzibę zboru zostały gruntownie wyremontowane. Na czas prowadzenia prac, spotkania wspólnoty odbywały się w pomieszczeniach należących do zboru w Nowej Hucie.
6 marca 2021 zainaugurowane zostały obchody 100-lecia zboru, których hasłem przewodnim został cytat z Psalmu 126,3: „Pan uczynił dla nas wielkie rzeczy i z tego się radujemy”. Z okazji jubileuszu, sekretarz Kościoła Adwentystów Dnia Siódmego Marek Rakowski wystosował wniosek o nazwanie skweru przy skrzyżowaniu Alei Róż z ul. Sterana Żeromskiego imieniem Michała Beliny-Czechowskiego, który został przyjęty przez Radę Miasta Krakowa 1 września 2001.
W 2022 zbór zaangażował się w pomoc uchodźcom wojennym z Ukrainy, użyczając na ich potrzeby mieszkanie w kamienicy będącej jego siedzibą.

### Pastorzy pracujący w zborze
- Stefan Kapusta (1921–1927)[10]
- Andrzej Maszczak (1921–1927)[10]
- Wilhelm Czembor (1927–1934)[10]
- Józef Zieliński (1927–1934)[10]
- Adolf Duława (1932)[10]
- Emil Niedoba (1934)[10]
- Ludwik Gajzler (1935–1938)[10]
- Wojciech Sędzik (1935–1938)[10]
- Franciszek Cybura (1942–1944)[10]
- Paweł Król (1942–1944)[10]
- Emil Niedoba (1957–1966)[10]
- Andrzej Gorzkowicz (1959)[10]
- Jerzy Lipski (1960–1962)[10]
- Andrzej Maszczak (1960–1962)[10]
- Marek Ignasiak (1962–1963)[10]
- Aleksander Kruk (1962–1963)[10]
- Aleksander Baron (1964)[10]
- Andrzej Gorzkowicz (1965–1969)[10]
- Julian Hatała (1965–1969, 1997–2000)[10]
- Stanisław Figiel (1968–1971)[10]
- Marian Kot (1969–1974)[10]
- Tadeusz Przychodzki (1969–1974)[10]
- Andrzej Górski (1970–1976)[10]
- Jan Kowalak (1970–1976)[10]
- Antoni Olma (1972–1985)[10]
- Marek Ignasiak (1973–1981)[10]
- Bogumił Szczucki (1977–1998)[10]
- Piotr Gradzikiewicz (1981–1985)[10]
- Paweł Ustupski (1984)[10]
- Zenon Samborski (1985–1987)[10]
- Marek Rakowski (1986–1988)[10]
- Włodzimierz Pilch (1988–1997)[10]
- Zenon Korosteński (2001–2013)[10]
- Piotr Stachurski (2011–2013)[10]
- Dariusz Lazar (2012–2015)[10]
- Artur Dżaman (2015–2023)[10]
- Marcin Pycia (2023–)[2]

## Działalność
Nabożeństwa odbywają się przy ul. Lubelskiej 25 każdej soboty od godz. 9.30 do 12.00 (z przerwą przed 11:00). Składa się na nie dzielenie się doświadczeniami misyjnymi z tygodnia, studium biblijne w grupach (przed przerwą), kazanie (homilia) oraz pieśni.
Prócz tego w zborze odbywają się inne programy, m.in. wykłady biblijne, projekcje filmów, programy antynikotynowe czy spotkania dla kobiet. Od 2012 roku przy zborze działa też filia Chrześcijańskiej Służby Charytatywnej, organizując zbiórki odzieży oraz Klub Zdrowia (comiesięczne spotkania prozdrowotne, degustacje oraz bezpłatne badania, m.in. pomiar tkanki tłuszczowej i BMI).
Stanowisko pastora zboru pełni Marcin Pycia.